# Daniela Gromska
Daniela Gromska (z d. Tennerówna; ur. 17 maja 1889 we Lwowie, zm. 20 grudnia 1973 w Krakowie) – polska badaczka dziejów filozofii i filolog klasyczna.

## Życiorys
W latach 1907–1912 studiowała na Uniwersytecie we Lwowie oraz w Wiedniu. W latach 1912–1918 uczyła w gimnazjach. W 1916 uzyskała doktorat z filozofii (pisany pod kierunkiem Kazimierza Twardowskiego), a od 1918 do 1923 roku była jego asystentką na Uniwersytecie Jana Kazimierza we Lwowie. W latach 1911–1939 była redaktorką Ruchu Filozoficznego. Po II wojnie światowej pracowała w wydawnictwach (m.in. Czytelnik). W latach 1957–1960 wykładała filozofię na Uniwersytecie Jagiellońskim. Jest autorką licznych przekładów, m.in. Etyki nikomachejskiej Arystotelesa.
Odznaczona Srebrnym Krzyżem Zasługi (1950). Pochowana na cmentarzu Rakowickim w Krakowie.